# Primera División de Jordania 2015-16
La Primera División de Jordania 2015–16 fue la 64.ª temporada de la Primera División de Jordania, la máxima división del fútbol profesional de Jordania, desde su establecimiento en 1944. El primer partido fue disputado el 11 de septiembre de 2015.
El actual campeón es el Al Wihdat Club

## Equipos
Al-Ahli

Al'Baqa'a

Al-Jazeera

Al-Wehdat

Shabab Al Ordon

Al-Asalah

Al-Faisaly

| Club            | Ciudad    | Estadio               |
| --------------- | --------- | --------------------- |
| Al-Ahli SC      | Amán      | Estadio Petra         |
| Al-Baqa'a SC    | Amán      | Estadio Rey Abdullah  |
| Al-Faisaly FC   | Amán      | Internacional de Amán |
| Al Jazira       | Amán      | Internacional de Amán |
| Al-Ramtha SC    | Ar Ramtha | Principe Hashim       |
| Al-Sareeh SC    | Irbid     | Estadio Al-Hassan     |
| Al-Wahdat SC    | Amán      | Estadio Rey Abdullah  |
| Al-Hussein      | Irbid     | Estadio Al-Hassan     |
| Shabab Al-Ordon | Amán      | Internacional de Amán |
| That Ras        | Al Karak  | Principe Faisal       |
| Kufrsoum SC     | Ar Ramtha | Principe Hashim       |
| Al-Asalah       | Amán      | Internacional de Amán |

## Tabla de posiciones
|     | Equipos de fútbol | PJ | G  | E  | P  | GF | GC | Dif | Pts |
| --- | ----------------- | -- | -- | -- | -- | -- | -- | --- | --- |
| 01. | Al-Wihdat (C)     | 22 | 11 | 5  | 6  | 29 | 19 | +10 | 38  |
| 02. | Al-Faisaly        | 22 | 10 | 6  | 6  | 29 | 20 | +9  | 36  |
| 03. | Al Ahli           | 22 | 10 | 5  | 7  | 22 | 21 | +1  | 35  |
| 04. | Al Jazira         | 22 | 9  | 7  | 6  | 21 | 13 | +8  | 34  |
| 05. | Shabab Al-Ordon   | 22 | 9  | 6  | 7  | 28 | 25 | +3  | 33  |
| 06. | Al Ramtha         | 22 | 7  | 10 | 5  | 23 | 18 | +5  | 31  |
| 07. | Al-Hussein        | 22 | 8  | 6  | 8  | 28 | 27 | +1  | 30  |
| 08. | That Ras          | 22 | 7  | 7  | 8  | 22 | 24 | -2  | 28  |
| 09. | Al-Buqa'a SC      | 22 | 7  | 7  | 8  | 21 | 23 | -2  | 28  |
| 10. | Al-Sareeh         | 22 | 5  | 10 | 5  | 19 | 22 | -4  | 25  |
| 11. | Kufrsoum SC(D)    | 22 | 5  | 9  | 8  | 21 | 30 | -9  | 24  |
| 12. | Al-Asalah(D)      | 22 | 2  | 6  | 14 | 14 | 35 | -21 | 12  |

Pts = Puntos; PJ = Partidos jugados; G = Partidos ganados; E = Partidos empatados; P = Partidos perdidos; GF = Goles anotados; GC = Goles recibidos; Dif = Diferencia de goles

(C) = Campeón; (D) = Descendido.

Fuente:
1. ↑  Clasificó a la fase de grupos de la Copa AFC 2017 como campeón de la Copa de Jordania 2015-16.

|  | Liga de Campeones 2017 (Play-off)    |
|  | Copa AFC 2017 (Fase de grupos)       |
|  | Descenso a la División 1 de Jordania |

## Estadísticas

### Goleadores
Actualizado hasta la jornada 22.
| Lugar | Jugador              | Equipo         | Goles |
| ----- | -------------------- | -------------- | ----- |
| 1     | Akram Zuway          | Al-Hussein     | 12    |
| 2     | Alassane Diallo      | Al-Faisaly     | 8     |
| 3     | Francisco Wagsley    | Al Wihdat Club | 8     |
| 4     | El Hadji Malick Tall | Al Wihdat Club | 7     |
| 5     | Wajdi Jabbari        | Al-Hussein     | 7     |
| 6     | Sharif Al-Nawaisheh  | That Ras       | 7     |